# Винделсбах
Винделсбах (њем. Windelsbach) општина је у њемачкој савезној држави Баварска. Једно је од 58 општинских средишта округа Ансбах. Према процјени из 2010. у општини је живјело 1.088 становника. Посједује регионалну шифру (AGS) 9571225.

## Географски и демографски подаци
Винделсбах се налази у савезној држави Баварска у округу Ансбах. Општина се налази на надморској висини од 450 метара. Површина општине износи 38,5 km². У самом мјесту је, према процјени из 2010. године, живјело 1.088 становника. Просјечна густина становништва износи 28 становника/km².